# Aylín Pereyra
Aylín Pereyra (ur. 2 lipca 1988 roku w Argentynie) – argentyńska siatkarka grająca na pozycji przyjmującej. Reprezentantka kraju.
Obecnie występuje w drużynie Club A. Boca Juniors.

## Sukcesy
- 2011 –  Mistrzostwo Argentyny